# Zachary
Zachary [ˈzæk.ə.ɹi] ist ein männlicher Vorname.

## Herkunft und Bedeutung
Beim Namen Zacharias handelt es sich um eine englische Variante vom Namen Zacharias.

## Verbreitung
In den USA trat der Name Zachary im Jahr 1946 in die Top-1000 der Vornamenscharts ein. Er gewann an Popularität und zählte ab 1976 zu den 100 beliebtesten Jungennamen des Landes. Im Jahr 1994 erreichte er mit Rang 12 seine bislang höchste Platzierung. Seitdem sank seine Popularität. Im Jahr 2017 verließ er nach 41 Jahren die Top-100 der Vornamenscharts. Zuletzt stand er auf Rang 171 der Hitliste (2023).
Zachary zählt in Kanada seit 1983 zu den 100 beliebtesten Jungennamen. Die Top-20 konnte er jedoch nicht erreichen. Im Jahr 2021 belegte er Rang 69 der Hitliste. In Québec erfreute er sich vor allem in den 2000er Jahren großer Beliebtheit und erreichte im Jahr 2001 die Top-10 (Rang 8).
In England und Wales hat sich der Name in der Top-100 der Vornamenscharts etabliert. Im Jahr 2023 belegte er Rang 61 der Hitliste. Im selben Jahr stand er in Nordirland auf Rang 95. In Schottland erreichte der Name im Jahr 2014 zuletzt die Top-100 der Vornamenscharts.
Der Name Zachary trat in Australien im Jahr 1988 mit Rang 72 in die Hitliste der 100 beliebtesten Jungennamen ein und verließ diese seitdem nicht. Seitdem erreichte er zweimal die Top-30 (1998 und 2002). Im Jahr 2023 stand der Name auf Rang 86 der Vornamenscharts.
In Neuseeland zählte der Name von 1988 bis 2021 zu den 100 beliebtesten Jungennamen. Als höchste Platzierung erreichte er in den Namen 2001 und 2005 Rang 45 der Hitliste.
In Deutschland wird der Name Zachary nur sehr selten vergeben. Zwischen 2010 und 2023 wurde er nur etwa 90 Mal als erster Vorname vergeben. Das durchschnittliche Alter eines deutschen Zachary beträgt 6 Jahre.

## Varianten
Varianten des Namens sind Zachery und Zackery. Die Diminutive lauten Zac, Zach, Zack und Zak.
Für weitere Varianten: siehe Zacharias#Varianten

## Bekannte Namensträger
- Zachary Abel (* 1980), US-amerikanischer Schauspieler
- Zachary Alford, US-amerikanischer Schlagzeuger
- Zachary Anderson (* 1991), australischer Fußballspieler
- Zachary Athekame (* 2004), Schweizer Fußballspieler
- Zachary Bell (* 1982), kanadischer Radrennfahrer
- Zachary Blair, US-amerikanischer American-Football-Spieler
- Zachary Brault-Guillard (* 1998), kanadisch-französischer Fußballspieler
- Zachary Breaux (1960–1997), US-amerikanischer Jazz-Gitarrist
- Zachary Cale (* 1978), US-amerikanischer Songwriter
- Zachary Chicos, US-amerikanischer Schauspieler
- Zachary Claman DeMelo (* 1998), kanadischer Automobilrennfahrer
- Zachary Donohue (* 1991), US-amerikanischer Eiskunstläufer
- Zachary Ensminger (* 2001), US-amerikanisch-deutscher Basketballspieler
- Zachary Fisk (* 1941), US-amerikanischer Festkörperphysiker
- Zachary Gordon (* 1998), US-amerikanischer Schauspieler
- Zachary Heinzerling (* 1984), US-amerikanischer Filmregisseur, Filmproduzent und Kameramann
- Zachary Hochschild (1854–1912), deutscher Kaufmann, Unternehmensmitbegründer und Stifter
- Zachary Knighton (* 1978), US-amerikanischer Schauspieler
- Zachary Lagha (* 1999), kanadischer Eistänzer
- Zachary Lansdowne (1888–1925), Marineflieger, Kapitän des Luftschiffes ZR-1
- Zachary Leader (* 1946), US-amerikanischer Anglist und Literaturwissenschaftler
- Zachary Levi (* 1980), US-amerikanischer Schauspieler
- Zachary D. Massey (1864–1923), US-amerikanischer Politiker
- Zachary Onyonka (1939–1996), kenianischer Politiker
- Zachary Quinto (* 1977), US-amerikanischer Schauspieler, Synchronsprecher und Filmproduzent
- Zachary Richard (* 1950), US-amerikanischer Singer-Songwriter und Autor
- Zachary Scott (1914–1965), US-amerikanischer Schauspieler
- Zachary Ray Sherman (* 1984), US-amerikanischer Schauspieler, Filmproduzent, Filmregisseur und Drehbuchautor
- Zachary Sklar (* 1948), US-amerikanischer Drehbuchautor und Journalist
- Zachary Stevens (* 1966), US-amerikanischer Musiker
- Zachary Svajda (* 2002), US-amerikanischer Tennisspieler
- Zachary Taylor (1849–1921), US-amerikanischer Politiker
- Zachary Taylor (1784–1850), US-amerikanischer Politiker, 12. Präsident der Vereinigten Staaten (1849–1850)
- Zachary Vazquez (* 1981), US-amerikanischer Schauspieler und Model
- Zachary Williams (* 1994), US-amerikanischer Schauspieler sowie Model
- Zachary Wentz (* 1994), US-amerikanischer Wrestler
- Zachary Zorn (* 1947), US-amerikanischer Schwimmer

Weiterer Vorname
- Charles Zachary Bornstein (* 1951), US-amerikanischer Dirigent und Dirigierlehrer
- Paul Zachary Myers (* 1957), US-amerikanischer Biologe
- John Zachary Young (1907–1997), britischer Zoologe, Anatom und Neurobiologe